# Nitu Pérez Osuna
Ana Beatriz Pérez Osuna (Caracas, Venezuela, 26 de julio de 1958) más conocida como Nitu Pérez Osuna es una periodista y escritora venezolana especializada en la fuente política, hija de José Antonio Pérez Díaz, uno de los fundadores del partido Copei y expresidente del Congreso Nacional, y María Cristina Pérez Osuna, expresidente de la Fundación Gran Mariscal de Ayacucho.

## Biografía
Desde su nacimiento, Nitu Pérez Osuna estuvo estrechamente ligada a la política, ya que su padre inició uno de los partidos políticos más importantes y de mayor fuerza para la época. Su padrino fue el expresidente de Venezuela Luis Herrera Campíns. Pérez Osuna es la menor de cinco hermanos y está casada con Vladimir Petit con quien tiene tres hijos.
Su hermana mayor Mercedes Pérez Osuna fue ancla de noticias en El Observador Venezolano de Radio Caracas Televisión. 

## Carrera
Nitu Pérez Osuna comenzó su carrera en el mundo de la televisión en el canal Venezolana de Televisión trabajando detrás de cámaras cuando aún estudiaba comunicación social en la Universidad Católica Andrés Bello. Su primera experiencia laboral fue con la redacción y producción de guiones del VIII Festival Internacional de la Canción OIT. En esa cobertura le tocó aparecer en cámara por algunos minutos cuando el periodista al cual le tocaba hacer las entrevistas se enfermó. Su primer entrevistado fue el cantante Miguel Bosé. 
Pérez Osuna ha trabajado en las cadenas televisivas y radiales más grandes del país como redactora de noticias y como reportera, sobre todo, de procesos electorales. Cubrió las elecciones de 1983, 1988, 1989 y 1995. La relación con su actual esposo se inició en la campaña presidencial del 88, ya que este era el coordinador de giras del candidato Eduardo Fernández. Pérez Osuna se mantuvo alejada de sus labores en la pantalla por problemas personales y regresó al campo laboral trabajando en el Banco Principal como Gerente de Comunicaciones.

### Trabajo en Globovisión
Cuando el banco para el que trabajaba cayó producto de la crisis financiera del país, Nitu recibió una llamada de Julio César Camacho, periodista de Globovisión, quien la puso en contacto con Alberto Federico Ravell y María Fernanda Flores, directivos del canal. El 15 de mayo de 1994, la periodista comenzó a trabajar en Globovisión realizando reportajes. Sus primeros programas en el canal fueron Análisis Globovisión y Visión Global, para ese entonces también era gerente de relaciones comunicativas.
En 1996 hace una pausa de las pantallas y viaja con su esposo e hijos a Boston. Allí estudia inglés en Cambridge y logra realizarle una entrevista al expresidente Carlos Andrés Pérez. En 1997 vuelve a Venezuela y en 1998 decide volver a las pantallas de televisión. Es en ese momento cuando realiza un programa piloto en el cual entrevistaba al entonces candidato presidencial Hugo Chávez, de allí surgió Yo Prometo, programa de entrevistas a políticos del gobierno y opositores. A la par a sus labores en el canal, también era columnista en el periódico El Universal.

#### Despido
Luego de trabajar en Globovisión por 19 años y ser una de sus caras más reconocidas, Nitu Pérez Osuna fue despedida el 13 de junio de 2013. Según lo dicho por la periodista a través de la red social Twitter, la decisión de sacarla del aire se debió a razones políticas y por ser crítica con la nueva directiva del canal y su línea editorial, sin embargo, nunca fue confirmado por el medio de comunicación. La periodista dijo haberse quitado un peso de encima, ya que el canal se había convertido “en oficina de información del Gobierno”. Yo Prometo se transmitió por un tiempo los viernes a través de la emisora Radio Caracas Radio 750AM.

#### Denuncia ante la CIDH
En noviembre de 2013, la periodista presentó ante la relatoría de la Comisión Interamericana de Derechos Humanos (CIDH) el caso de su despido de Globovisión e interpuso una denuncia contra el canal. Pérez Osuna reclamó que luego de su despido, la nueva directiva no pagó las prestaciones sociales correspondientes a sus años de servicio en el canal. La periodista comentó que decidió ir hasta la CIDH porque quería dejar constancia de las violaciones de este tipo que ocurren en el país.

## Censura
En agosto de 2014, La Comisión Nacional de Telecomunicaciones (Conatel) ordenó el cierre del programa radial Aquí entre tú y yo, conducido por Pérez Osuna en la emisora Radio Caracas Radio 750AM. Conatel también abrió un proceso administrativo por presuntas violaciones a los artículos 27 y 29 de la Ley de Responsabilidad Social en Radio y Televisión. En una nota de prensa, el ente regulador explicó que se tomaron muestras del programa entre el 12 de febrero y el 1 de agosto del mismo año, en las cuales se vieron reflejada las violaciones a dichos artículos que prohíben la emisión de mensajes que inciten o promuevan el odio y la intolerancia por razones políticas. Presuntamente la periodista utilizó expresiones como "asesino, delincuente, dictador y narcotraficante" para referirse al presidente Nicolás Maduro y a otras autoridades.

## Acoso

### Petición de aprehensión
En el 2014, el diputado a la Asamblea Nacional Héctor Agüero por el Partido Socialista Unido de Venezuela solicitó a la Fiscal Superior del Estado Carabobo una averiguación penal y orden de aprehensión para Nitu Pérez Osuna. El solicitante expuso como razón de la solicitud una carta pública de la periodista dirigida a la esposa de Roque Valero en la cual se hacía una reseña sobre el asesinato de Génesis Gamboa, presuntamente a manos de un grupo oficialista. El diputado argumentó que la periodista había incurrido en acoso hacia el gobernador de la entidad, Francisco Ameliach, al asegurar que por este ordenar un “contraataque fulminante” durante las protestas registradas en todo el país durante febrero de 2014, este era responsable de la muerte de Geraldine Moreno.

### Detención en Aeropuerto Simón Bolívar
En noviembre de 2015, la periodista fue detenida en el Aeropuerto Internacional de Maiquetía por la Guardia Nacional Bolivariana y acusada de delitos de narcotráfico. Según lo declarado por Pérez Osuna, las autoridades la retuvieron por supuestamente tener en su poder dediles con sustancias estupefacientes. Sin embargo, el altercado no pasó a mayores y no se le imputó ningún cargo.

## Publicaciones
En octubre de 2016, la periodista presentó su libro titulado Nicolás Maduro es colombiano, en el cual se contabilizan las inconsistencias relacionadas con la nacionalidad del actual presidente de Venezuela. El texto cuenta con once capítulos y se conseguirá en formato impreso y digital. Pérez Osuna es fiel defensora de la tesis que asegura que Maduro no nació en Venezuela y tampoco ninguno de sus familiares cercanos.  En el libro recopila documentos que sustentan esta sentencia.

## Actualidad y otros proyectos
Nitu Pérez Osuna forma parte de la Gran Alianza Nacional (GANA) creada en enero de 2017 para buscar, según lo expuesto en su página web “lograr un cambio de gobierno en Venezuela en el menor tiempo posible”. La periodista apuesta por la destitución del Presidente Maduro y la reinstauración de la democracia en Venezuela. Con GANA se encuentra dando foros en varios estados del país para atraer colaboradores y plantear los postulados de la nueva alianza. El 22 de mayo de 2017, a su regreso a Venezuela, en el Aeropuerto Internacional Simón Bolívar de Maiquetía, les son retenidos y anulados los pasaporte a ella y su esposo, Vladimir Petit  e incluidos ambos en una lista de prohibición de venta de pasajes aéreos por parte del INAC. Fue uno de los firmantes de la Carta de Madrid en 2020.Desde 2019, crea contenido en su canal de YouTube "El Canal de Nitu". 